# 拉沙佩勒迪热内
拉沙佩勒迪热内（法語：La Chapelle-du-Genêt，法語發音：[la ʃapɛl dy ʒənɛ] ⓘ）是法国曼恩-卢瓦尔省的一个旧市镇，属于绍莱区。2015年12月15日，拉沙佩勒迪热内和相邻的9个市镇合并为新市镇莫日地区博普雷欧（Beaupréau-en-Mauges）。

## 地理
拉沙佩勒迪热内（47°10'59"N, 1°1'10"W）面积9.1 平方千米，位于法国卢瓦尔河地区大区曼恩-卢瓦尔省，该省份为法国西部内陆省份，大致对应安茹地区，北起顺时针与马耶讷省、萨尔特省、安德尔-卢瓦尔省、维埃纳省、德塞夫勒省、旺代省、大西洋卢瓦尔省和伊勒-维莱讷省接壤。
与拉沙佩勒迪热内接壤的市镇（或旧市镇、城区）包括：昂德勒泽、勒菲耶夫索万、莫日地区圣菲尔贝、维勒迪约-拉布卢埃尔、博普雷欧。

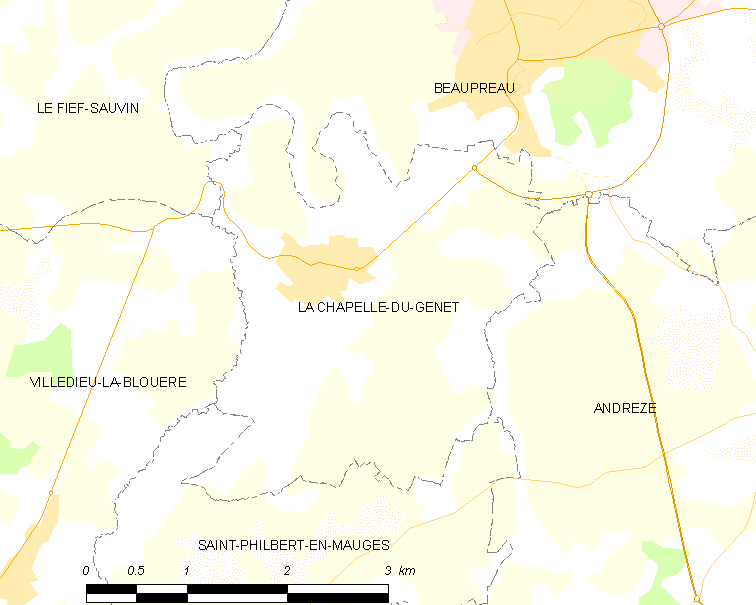
拉沙佩勒迪热内的OSM定位图

拉沙佩勒迪热内的时区为UTC+01:00、UTC+02:00（夏令时）。

## 行政
拉沙佩勒迪热内的邮政编码为49600，INSEE市镇编码为49072。

## 政治
拉沙佩勒迪热内所属的省级选区为莫日地区博普雷欧县。

## 人口

1962-2008年间拉沙佩勒迪热内人口变化图示

拉沙佩勒迪热内于2018年1月1日时的人口数量为1201人。